# Życie jest słodkie
Życie jest słodkie (ang. Life is Sweet) – brytyjski film obyczajowy z 1990 roku w reżyserii Mike′a Leigha. Film przedstawia życie angielskiej rodziny robotniczej, która dąży do zmiany swojego statusu społecznego.

## Obsada
- Stephen Rea jako Patsy
- David Thewlis jako kochanek Nicoli
- Jim Broadbent jako Andy
- Timothy Spall jako Aubrey, właściciel Regret Rien
- David Neilson jako hydraulik Steve
- Moya Brady jako Paula, kucharka Aubrey
- Jane Horrocks jako Nicola

## Odbiór filmu
W agregatorze recenzji Metacritic średnia ocena filmu z 18 recenzji wyniosła 88/100 punktów, a w serwisie Rotten Tomatoes otrzymał 100%.

## Nagrody
- Wygrana LAFCA 1991 – najlepsza aktorka drugoplanowa dla Jane Horrocks
- Wygrana NSFC 1991 – najlepszy film, najlepsza aktorka dla Alison Steadman, najlepsza aktorka drugoplanowa dla Jane Horrocks[4]
- Nominacja do Independent Spirit – najlepszy film zagraniczny